# Пах

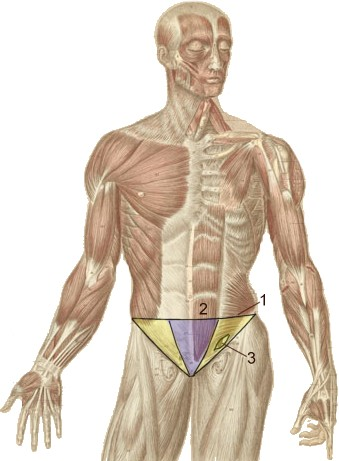
жёлтый — паховая область;
синий — лобковая зона;
3 — паховый канал

Пах (лат. inguen), или паховая область (лат. regio inguinalis), — часть нижнего края брюшной области, примыкающая к бедру.

## Описание
В области паха находится паховый канал (лат. canalis inguinalis), через который проходят крупные кровеносные сосуды бедра и у мужчин семенной канатик, а у женщин — круглая связка матки.
При спускании петли кишок в паховый канал образуется паховая грыжа.
Через пах также проходит мочеиспускательный канал.

## Термин
Согласно Словарю В. Даля, само слово «пах» означает «впадина», «углубление», «подмышка».